# Kolodeajne, Dzerjînsk
Kolodeajne (în ucraineană Колодяжне) este o comună în raionul Dzerjînsk, regiunea Jîtomîr, Ucraina, formată numai din satul de reședință.

## Demografie
Componența lingvistică a satului Kolodeajne
     Ucraineană (99,22%)
     Alte limbi (0,63%)
Conform recensământului din 2001, majoritatea populației satului Kolodeajne era vorbitoare de ucraineană (99,22%), existând în minoritate și vorbitori de alte limbi.